# Польверара
Польверара (итал. Polverara) — коммуна в Италии, располагается в провинции Падуя области Венеция.
Население составляет 2620 человек, плотность населения составляет 260 чел./км². Занимает площадь 9 км². Почтовый индекс — 35020. Телефонный код — 049.
Покровителем коммуны почитается святой Фиденций из Падуи. Праздник ежегодно празднуется 16 ноября.